# Catedral d'Elgin
La Catedral d'Elgin, de vegades es denomina La llanterna del Nord, és un conjunt de ruïnes històriques situades a la ciutat d'Elgin al Consell de Moray, al nord-est d'Escòcia. Les càtedres dels primers bisbes de Moray estaven localitzats a les esglésies de Birnie, Kineddar i Spynie. El Bisbe Bricius va obtenir autoritat papal per establir una seu fixa parasu catedral en Spynie en 1206, però va demanar permís al papa abans de 1216 per traslladar-la a Elgin. No obstant això la catedral va romandre en Spynie fins a 1224, quan va ser finalment traslladada a Elgin pel successor de Bricius, Andreas. La construcció d'aquesta catedral es va completar a la fi del segle xiii. La seva sala capitular octogonal, una característica única en les catedrals d'Escòcia, es troba gairebé intacta. Les naus contenen les tombes i efígies d'alguns dels bisbes, així com d'alguns dels poderosos benefactors de la catedral. En 1390 la catedral i la Vila Real d'Elgin van ser cremats per Alexandre Estuard, comte de Buchan, també conegut com el Llop de Badenoch. Les mènsules de la catedral van ser atacades i destruïdes una vegada més en 1402 pels seguidors del Senyor de les Illes. Es van dur a terme importants reparacions de la Catedral als segles XV i XVI abans que caigués en desús i en la ruïna després de la Reforma escocesa. La preservació de l'edifici va començar lentament al segle xix, però en la segona meitat del segle xx, amb la renovació de les deteriorades pedres, l'edifici va ser totalment estabilitzat.

## Anteriors esglésies-catedrals de Moray
El primer bisbe del que es té constància és de Gregoir de Moray, en la carta de fundació de l'Abadia de Scone, de la qual va ser signatari, expedida pel rei Alexandre I (Alaxandair mac Mail Choluim) entre desembre de 1123 i abril de 1124, i de nou en la carta de definició dels drets legals del monestir.
Gregoir és la versió llatina dels noms natius Grig o Giric i al·ludeix a la possibilitat que ell va poder haver estat l'últim en una successió de nomenaments Picto-celtes en els mormaers de Moray.. Es té constància per última vegada de Gregoir quan va ser testimoni d'una carta enviada pel rei David I (Dabíd mac Choluim Mail) a l'Abadia de Dunfermline en 1128. Després de la repressió de la rebel·lió dels Óengus de Moray en 1130 el Rei David va considerar com alguna cosa essencial la continuació dels bisbes en Moray per al benestar de la província.
Els bisbes que van seguir als Óengus a Moray no van trobar una ubicació per a la seva catedral, que, successivament, es va situar en Birnie, Kinneddar i Spynie. El papa Innocenci III va emetre una butlla el 7 d'abril de 1206 que va permetre al bisbe Douglas Bricius fixar la catedral a Spynie, la seva inauguració va tenir lloc entre la primavera de 1207 i l'estiu 1208. Es va autoritzar la construcció d'una sala capitular de vuit costats per a l'adreça diària de la catedral, que es va inspirar en la Catedral de Lincoln. Elgin va esdevenir el centre de la província durant el regnat del rei David, que probablement va establir el primer castell de la ciutat. Probablement va ser aquest castell i la promesa de millorar la seguretat, que van portar Bricius a demanar al papa permís per traslladar la catedral des de Spynie.

## L'església-catedral d'Elgin
Malgrat l'apel·lació de Bricius, la seu catedralícia no va ser traslladada a Elgin fins al 10 d'abril de 1224, durant el mandat del bisbe Andreas de Moràvia. El papa Honori III autoritzà als seus delegats Gilbert de Moràvia, Bisbe de Caithness i Robert, abat de Kinloss per celebrar la cerimònia de trasllat el 19 de juliol de 1224. Abans d'això, el 10 de juliol, el rei Alexandre II (Alaxandair mac Uilliam) va acceptar la transferència en un edicte en el qual feia referència al fet que ell havia donat aquestes terres prèviament per a aquest fi. Atès que la cessió de les terres és anterior al mandat papal, hi ha proves que la construcció de l'edifici va començar al voltant de l'any 1215. La catedral es va acabar després de 1242, però el 1270, d'acord amb el cronista Fordun, va haver-hi un incendi que va afectar l'edifici de la catedral i la casa dels canonges, encara que no se'n coneixen les causes. La catedral va ser reconstruïda en un major estil, per formar la major part de l'estructura que es pot veure en l'estat actual. Hauria sigut acabat quan van esclatar les Guerres d'independència d'Escòcia el 1296. La catedral va ser respectada tant per escocesos com per anglesos durant aquestes guerres; així com ho va anar durant l'assalt de Moray en 1336 per part del rei Eduard III.
El 1323, el bisbe David de Moràvia, un benefactor de l'aprenentatge religiós, va donar les terres de Grisy-Suisnes, als afores de París que formaven part del fons de fundació del Col·legi dels Escossesos (Collèges des Écossais). Poc després de la seva elecció el 1362 el bisbe Alexandre Bur va demanar fons al papa Urbà V per fer reparacions en la catedral, efecte de la deterioració i dels atacs. L'agost de 1370, Bur va començar a fer una sèrie de pagaments a canvi de protecció a Alexandre Estuard, el senyor de facto de Badenoch, i fill de Robert Estuard, que poc després esdevindria el rei Robert II. Robert, Comte de Buchan des de 1382, i Bur van enfrontar sovint. El conflicte va culminar amb l'excomunió d'aquest el febrer de 1390. Va demanar la protecció de Thomas Dunbar, comte de Moray. Aquests actes, juntament amb l'increment de la frustració de Buchan per mor de les restriccions que li havia imposat son germà, Robert Estuard, comte de Fife i guardià d'Escòcia, el van dur a reaccionar de manera desafiadora -al maig, va sortir del seu castell a l'illa de Lochindrob, va incendiar la ciutat de Folris i posteriorment al juny va incendiar la catedral d'Elgin i probablement també l'Abadia de Pluscarden, que eren oficialment sota protecció del bisbe.